# کلودین لونژه
کلودین لونژه (به فرانسوی: Claudine Longet) متولد ۲۹ ژانویه ۱۹۴۲ خواننده و بازیگر فرانسوی‌الاصل است که در دهه‌های ۶۰ و ۷۰ میلادی فعالیت داشت. او پس از متهم شدن به سهل‌انگاری در ماجرای قتل دوست پسرش ولادیمیر پیتر سبیچ از دنیای فیلم و موسیقی خداحافظی کرد و دیگر در محافل رسانه‌ای ظاهر نشد.

## آلبوم‌ها
- کلودین (Claudine) تاریخ انتشار: ۱۹۶۷
- تازه اول راهیم (We've Only Just Begun) تاریخ انتشار: ۱۹۷۱
- بیا شب رو با هم باشیم (Let's Spend the Night Together) تاریخ انتشار: ۱۹۷۲

## فیلم‌ها
- پارتی (فیلم)